# Макбейн, Эндрю
Эндрю Макбейн (англ. Andrew McBain; род. 18 января 1965, Скарборо, Онтарио) — канадский хоккеист, игравший на позиции крайнего нападающего. Играл за сборную команду Канады
Провел более 600 матчей в Национальной хоккейной лиге.

## Карьера
В качестве юниора выступал в международном турнире в Квебеке 1977 и 1978 с командой из Торонто.
Хоккейную карьеру начал в 1981 году.
В 1983 году был выбран на драфте НХЛ под 8-м общим номером командой «Виннипег Джетс».
В течение профессиональной клубной игровой карьеры, продолжавшейся 14 лет, защищал цвета команд «Виннипег Джетс», «Питтсбург Пингвинз», «Ванкувер Кэнакс» и «Оттава Сенаторз».
В общем провел 632 матча в НХЛ, включая 24 игры плей-офф Кубка Стэнли.
Выступал за сборную Канады, в составе которой стал серебряным призёром чемпионата мира в 1989.